# تضيق (طب)
في الطب، يستخدم مصطلح التضيق (بالإنجليزية: Stenosis وكذلك stricture و coarctation)‏ لوصف التضيق الشاذ في الوعاء الدموي أو أي عضو أو تركيب أنبوبي.
عودة التضيق هو حدوث التضيق مرة ثانية بعد عملية.

## التشخيص
التضيق الوعائي عادة ما يرتبط بأصوات غير معتادة نتيجة لجريان عنيف خلال المنطقة الضيقة في الوعاء الدموي. يمكن سماع الصوت بواسطة السماعة الطبية، لكن التأكد من التشخيص يتم بواسطة التصوير الطبي.

## الأسباب
- التصلب العصيدي يتسبب بندب مضيقة في الشرايين
- عيوب ولادية
- السكري
- تضيق علاجي المنشأ مثل التضيق الناتج عن العلاج بالأشعة
- عدوى
- التهاب
- إقفار
- ورم
- التدخين
- تكلس

## الأنواع
تصنف أنواع التضيق بحسب الأعضاء أو التراكيب المصابة.

### امثلة التضيق الوعائي
- العرج المتقطع (تضيق شريان محيطي)
- الذبحة الصدرية (تضيق شريان تاجي)
- تضيق الشريان السباتي الذي يمكن أن يؤدي إلى السكتة أو تضيق الشريان الكلوي

### أمثلة تضيقصمامات القلب
- تضيق الصمام الرئوي
- تضيق الصمام التاجي
- تضيق الصمام ثلاثي الشرفات
- تضيق الصمام الأبهري

### امثلة على التضيق في أعضاء الجسم
- تضيق البواب
- التضيق الشوكي القطني
- التضيق الشوكي العنقي
- تضيق تحت المزمار
- تضيق الرغامي
- يرقان انسدادي
- انسداد الأمعاء
- شبم (تضيق القلفة)
- موه الرأس اللامستطرق
- التهاب زليل الوتر المضيق
- تضيق الحالب
- تضيق الإحليل